# Quintessential Media Player
Quintessential Media Player (Quintessential Player, также известен как QMP или QCD) — бесплатный медиапроигрыватель с закрытым исходным кодом.
Предназначен для работы только в Windows. Производство плеера Quinnware начали в 1997 году, тогда он был известен как Quintessential CD (оттуда и появилось сокращение QCD). Изначально поддерживает некоторое количество аудиоформатов, основные из которых MP3, Ogg Vorbis, WAV, а также Audio CD. Возможно добавление поддержки других форматов с помощью подключаемых модулей.
Плеер поддерживает скины (шкурки) любой формы.
Содержит встроенные инструменты для конвертации аудиофайлов с музыкального диска.
Поддерживаются профили Windows, что позволяет обычным пользователям добавлять в установленный администратором QCD дополнительные модули и скины без помощи администратора.
Поддержка автором закончена. Последняя версия 5.

## Возможности
По функционированию и внешнему виду схож с популярным плеером Winamp.
- Медиабиблиотека
- Поддержка MP3, Ogg Vorbis, WAV и CD
- Поддержка видеоформатов Divx, Xvid, x264, WMV, AVI.
- Извлечение музыки с CD на полной скорости
- Поддержка потокового аудио
- Поддержка скинов и подключаемых модулей
- Мощный редактор тегов
- Поддержка Gracenote CDDB
- Плавное перетекание одной песни в другую
- Различные визуальные эффекты